# Raimondo di Fitero
Raimondo di Fitero, in spagnolo Raimundo de Fitero (XII secolo – Ciruelos, 1163) è stato un religioso spagnolo, venerato come santo della Chiesa cattolica.

## Biografia
Non è tuttora chiaro dove sia nato Raimondo di Fitero: i suoi natali sono disputati dalla città di Saint Gaudes, in Francia, e da Tarazona de Aragón, in Spagna. È entrato nell'Ordine cistercense in Gascogna per poi essere scelto padre superiore del monastero di Niencebas (Alfaro). È stato inoltre scelto abate del monastero di Castellón de Fitero.
Alla morte del re Alfonso VII, nel 1158, viaggia a Toledo per conoscere il nuovo re, Sancho III. Dopo essere entrato nelle grazie del nuovo monarca, partecipò ad una offensiva contro i territori arabi che controllavano il sud della Penisola Iberica, guadagnandosi il controllo del Carrión de Calatrava.  In onore della sua vittoria contro gli arabi, Raimondo di Fitero, fondò l'Ordine militare-monastico di Calatrava, organizzato secondo le regole dell'Ordine cistercense e del quale è stato il primo Gran Maestro.
Invecchiato, Raimundo di Fitero si è ritirato a Ciruelos, dove è morto.